# Sibianor anansii
Sibianor anansii is een spinnensoort uit de familie van de springspinnen (Salticidae). De wetenschappelijke naam van de soort werd voor het eerst geldig gepubliceerd in 2009 door Dmitri Viktorovich Logunov.